# Péter Bácsi
Péter Bácsi (* 15. května 1983 v Budapešti, Maďarsko) je maďarský zápasník-klasik. Se zápasením začínal v 8 letech. Připravuje se v rodné Budapešti v klubu Ferencváros TC pod vedením Andráse Sikeho. V roce 2008 startoval na olympijských hrách v Pekingu a obsadil 5. místo. V roce 2012 skončil na olympijských hrách v Londýně v prvním kole kvůli zranění.